# Sybra fuscoapicalis
Sybra fuscoapicalis là một loài bọ cánh cứng trong họ Cerambycidae.